# Reformatorisch Maatschappelijke Unie
De Reformatorisch Maatschappelijke Unie (RMU) is een Nederlandse reformatorische organisatie die de belangen van bij haar aangesloten werknemers, werkgevers en zelfstandigen behartigt.

## Doel
De RMU wil zowel een vakbond als een werkgeversvereniging zijn en probeert de belangen van beide met elkaar te verenigen, vandaar dat zij zich aanduidt als unie. Ze denkt ook na over allerlei maatschappelijke vraagstukken die boven het niveau van de eigen aangelegenheden van haar leden uitstijgen. De RMU is niet vertegenwoordigd in de Sociaal-Economische Raad (SER).

## Grondslag en leden
De RMU gaat uit van de Bijbel en de Drie Formulieren van Enigheid. De RMU is in 1983 opgericht en telde op 1 januari 2012 circa 16.600 leden. Van hen zijn circa circa 1600 personen werkgever. Veertig procent van de leden is jonger dan 35 jaar en tachtig procent is jonger dan 55 jaar. De leden komen vooral uit de hoek van de bevindelijk gereformeerden. De favoriete politieke partij is de SGP.

## Organisatie
De RMU kent een algemene ledenvergadering (deze vormt het hoogste orgaan), een algemeen bestuur (het AB heeft een toezichthoudende functie) en een dagelijks bestuur (het DB houdt zich bezig met beleids- en voorwaardenscheppende zaken). Daarnaast is er een directeur die een beleidsuitvoerende functie heeft. Het landelijk bureau is gevestigd te Veenendaal.
De leden van de RMU zijn over de volgende sectoren verdeeld:
- Bouwnijverheid
- Gezondheidszorg en Welzijn
- Handel en Dienstverlening
- Industrie, Vervoer en Grafici
- Voedsel en Groen
- Onderwijs
- Politie en Ambtenaren

De dienstverlening die door de RMU wordt verricht, is over zes onderdelen (disciplines) verdeeld:
- Communicatie en public relations
- Collectieve belangenbehartiging
- Individuele belangenbehartiging
- Ondernemingsraad en medezeggenschap
- Werkgevers en zelfstandigen
- Doelgroepen

Op 4 januari 2021 werd ds. W.A. Zondag benoemd tot bijzonder hoogleraar aan de Theologische Universiteit in Apeldoorn. Deze leerstoel gaat uit van de Reformatorisch Maatschappelijke Unie. 

## Optreden
Per jaar worden er door de RMU zo'n drie cao's op bedrijfstakniveau afgesloten en woont zij zo'n twintig reguliere overleggingen bij. Vanwege het streven naar harmonie tussen werknemers en werkgevers is de RMU niet snel geneigd om tot staking over te gaan. Sinds haar ontstaan heeft de RMU daarom nog geen enkele staking ondersteund. Ze heeft ook geen stakingskas, wel een steunfonds voor diegenen die willen werken.